# 廣瀬桂子
デボラK（デボラケイ、1985年12月16日 - ）は、日本の女子プロレスラー。埼玉県さいたま市出身。本名ならびに旧リングネームは廣瀬 桂子（ひろせ けいこ）。

## 所属
- 全日本女子プロレス（2003年）
- 神姫楽プロジェクト（2016年 - 2019年）
- フリー（2019年-2022年）
- ワールド女子プロレス・ディアナ（2022年 - ）

## 経歴・戦歴
全日本女子プロレスの「平成15年組」としてデビューするも2ヶ月でフェードアウトしたが、2016年にリングネームを「デボラK」に改めて現役復帰。2021年6月からワールド女子プロレス・ディアナに参戦するようになり、2022年1月1日付で所属選手となった。

## 人物
当人は神姫楽プロジェクト時代に北浦和が好きなため北浦なごみと名乗ろうとしたが却下される。デボラの由来は預言者のデボラから。

## 得意技
- スピアー・オブ・デボラ
- 極楽固め